# Nemocnice Vyškov
Nemocnice Vyškov je zdravotnické zařízení ve Vyškově v Jihomoravském kraji. Sídlí v ulici Purkyňově a disponuje 363 lůžky. Nemocnice funguje jako příspěvková organizace Jihomoravského kraje.

## Historie
O vzniku nemocnice ve Vyškově se uvažovalo již za první republiky, k realizaci záměru ale nedošlo. Vyškovská nemocnice byla zřízena za druhé světové války v roce 1943 a sídlila v budově bývalého reálného gymnázia. Po skončení války měla objekt, který měl být vrácen obnovenému gymnáziu, opustit, proto vznikl návrh na nový nemocniční komplex. Jeho stavba byla zahájena roku 1946, zprovozněn byl v roce 1951. Do začátku 21. století se jednalo o státní nemocnici, od roku 2003 je jejím majitelem a zřizovatelem Jihomoravský kraj.